# همه‌پرسی قانون اساسی مصر (۲۰۱۴)
همه‌پرسی قانون اساسی مصر در ۲۴ و ۲۵ دی ۱۳۹۲ (۱۴ و ۱۵ ژانویهٔ ۲۰۱۴ میلادی) برگزار شد. که در پی آن قانون اساسی به تأیید رای‌دهندگان رسید.
همه‌پرسی مصریان مقیم خارج از ۱۸ تا ۲۱ دی برگزار شده‌است.
این همه‌پرسی در پی کودتای ۱۳۹۲ و برکناری محمد مرسی به دست ارتش برگزار شد. ارتش پس از کودتا قانون اساسی جدید مصر را که پس از کش و قوس فراوان یک سال پیش در آذر و دی ۱۳۹۱ (۲۰۱۲ میلادی) طی همه‌پرسی‌ای با مشارکت ۳۳٪ به تأیید ۶۴٪ مردم رسیده‌بود کنار گذاشت.

## پیشینه
یکی از اعتراض‌برانگیزترین ماجراهای دوران ریاست‌جمهوری مرسی، همه‌پرسی قانون اساسی بود. به رغم همهٔ مخالفت‌ها قانون اساسی با مشارکت پایین به تأیید حدود دوسوم رای‌دهندگان رسید، درحالی که بزرگترین مخالفان و معترضان حاضر نشده‌بودند که همه‌پرسی را تحریم کنند و در واقع این همه‌پرسی با حضور مخالفان و موافقان به انجام رسید. ترکیب مجلس موسسان پیشین مصر طی روندی مردمی بر اساس نسبت رأی مردم در انتخابات مجلس ۱۳۹۰ مشخص شده‌بود.
پس از کودتا ارتش دست به تغییر قانون اساسی زد. عدلی منصور رییس‌جمهور موقت مصر که گماشتهٔ نظامیان بود هیئتی ۱۰ نفره را برای بازنگری در قانون اساسی گماشت. سپس کارگروهی ۵۰ نفره را به عضویت مجلس موسسان قانون اساسی گماشت. مجلس موسسان به ریاست عمرو موسی پس از ۶۰ روز پیش‌نویس را تصویب کرد.
پیش‌نویسی که جدید تدوین شده لائیک است و حق تشکیل حزب‌های مذهبی را گرفته‌است. این پیش‌نویس اختیارات ارتش را بالا می‌برد.

## برگزاری
حزب ملی ائتلاف سوسیالیسم و حزب سوسیالیسم مصر و سوسیال دموکرات، جنبش تمرد و جنبش نجات ملی، حزب سلفی نور، همچنین حزب جمال عبدالناصری کرامت از موافقان قانون اساسی جدید بوده‌اند.
عده‌ای سرشناسان و حزب‌ها اعلام کرده‌بودند که رأی منفی به همه‌پرسی می‌دهند.
حامیان مرسی همه‌پرسی را تحریم کرده‌بودند. ائتلاف ملی حامی مشروعیت و اخوان‌المسلمین و جماعت اسلامی مصر از این جمله بودند.
همچنین جنبش جوانان ۶ آوریل از گروه‌های سکولار و جامعه‌گرا و حزب مصر قوی از احزاب لیبرال مذهبی همه‌پرسی را تحریم کردند.

## نتیجه
طبق اعلام کارگروه عالی انتخابات مصر، ۲۰ میلیون نفر از ۵۳ میلیون با میزان مشارکت ۳۸٫۶٪ واجدان در همه‌پرسی شرکت‌کرده‌اند که ۹۸٫۱٪ مشارکت‌کنندگان به قانون‌اساسی رأی موافق داده‌اند.

## پی‌نوشت و منبع
1. 1 2  «تاریخ همه پرسی قانون اساسی مصر اعلام شد». العالم. ۲۳ آذر ۱۳۹۲.
2. ↑  «مشارکت اتباع مصری مقیم خارج در همه‌پرسی قانون اساسی». خبرگزاری دانشجویان ایران. ۲۲ آذر ۱۳۹۲.
3. ↑  کریم‌خانی، احمد (۱ بهمن ۱۳۹۲). «همه‌پرسی و آینده مبهم مصر». کیهان. تهران: ص ۲.
4. 1 2  «واکنش رسمی اخوان المسلمین مصر به همه پرسی». العالم. ۲ دی ۱۳۹۲.
5. ↑  «رویوران:در پیش‌نویس قانون اساسی جدید مصر احزاب و گرایش‌ها اجازه فعالیت ندارند». خبرگزاری دانشجویان ایران. ۲ دی ۱۳۹۲.
6. ↑  ««جماعت اسلامی» مصر همه پرسی پیش‌نویس جدید قانون اساسی را تحریم کرد». خبرگزاری فارس. ۳۰ آذر ۱۳۹۲. بایگانی‌شده از اصلی در ۲۳ دسامبر ۲۰۱۳. دریافت‌شده در ۲۳ دسامبر ۲۰۱۳.
7. ↑  «نتیجه رسمی همه پرسی قانون اساسی در مصر». العالم. ۲۸ دی ۱۳۹۲.